# Kirko Bangz
Kirk Jerel Randle (Houston, 20 de agosto de 1989) mais conhecido como Kirko Bangz é um rapper americano. Ele assinou com a Warner Bros. Records em 2008. Bangz começou a fazer rap aos 15 anos de idade, devido em parte a testemunhar a sua luta de mãe como um único pai; usando a dor de sua mãe como motivação. Ele frequenta a universidade Prairie View A&M University.
Na Prairie View ele foi capaz de se concentrar em sua música, e em 2009 lançou seu primeiro mixtape Procrastination Kills, roubando a atenção de um colega e agora seu empresário D Will. Bangz lançou seu primeiro single oficial, intitulado "What Yo Name Iz?" em 7 de fevereiro de 2011. O single estreou no posição noventa e sete na parada americana Billboard Hot R&B/Hip-Hop Songs, durante a semana de 23 de outubro de 2010. Desde então ele atingiu a posição quarenta e um no gráfico. Seu primeiro grande sucesso, começou como freestyle. Um remix foi lançado em 24 de junho de 2011 e contém participação de Big Sean, Wale e Bun B. Ele lançou um mixtape logo após em 1 de março de 2011 intitulado Procrastination Kills 3. Seu segundo single intitulado "Drank In My Cup" foi lançado em 16 de setembro de 2011. Durante a semana de 25 de fevereiro de 2012, o single estreou na posição 96 na Billboard Hot 100. Desde então ficou na posição #28 e #1 na parada Heatseekers Songs. A canção gerou 4 remixes com participações de cantores de hip-hop, J. Cole, 2 Chainz & Bow Wow, Kid Ink, Yung Nation & o cantor Trey Songz. Kirko disse em uma entrevista que um novo mixtape será lançado nos próximos dois meses, também que ele estará lançando seu primeiro álbum de estúdio em torno de dezembro de 2012.

## Discografia

### Álbuns
- Bigger Than Me (2014)

### Mixtapes
- Procrastination Kills (2009)
- Progression (2009)
- Procrastination Kills 2 (2010)
- Procrastination Kills 3 (2011)
- Progression 2: A Young Texas Playa (2012)
- Procrastination Kills 4 (2012)
- Progression 3 (2013)
- Progression 4 (2014)

### Como artista principal
| Ano                                                                                         | Canção             | Melhores posições | Melhores posições | Melhores posições | Álbum                              |
| Ano                                                                                         | Canção             | US                | US R&B            | US Rap            | Álbum                              |
| ------------------------------------------------------------------------------------------- | ------------------ | ----------------- | ----------------- | ----------------- | ---------------------------------- |
| 2011                                                                                        | "What Yo Name Iz?" | —                 | 41                | —                 | Procrastination Kills 3            |
| 2011                                                                                        | "Drank In My Cup"  | 28                | 5                 | 1                 | Progression 2: A Young Texas Playa |
| "—" denota itens que não entraram nas tabelas musicais ou não foram lançados no território. |                    |                   |                   |                   |                                    |

## Artista convidado
2012
- Slim Thug - "My Car" (com participação de Doughbeezy & Kirko Bangz)
- Elle Varner - "Refill" (Remix) (com participação de Kirko Bangz e T-Pain)
- Fat Joe - "Another Round" (Remix) (com participação de Fabolous, Mary J. Blige, Chris Brown e Kirko Bangz)
- Kid Ink - "Take It Down" (com participação de Kirko Bangz)
- Paul Wall - "Knowmtalmbout" (com participação de Kirko Bangz)